# Triakontanol
1-Triakontanol (melisilni alkohol, miricilni alkohol) je masni alkohol sa opštom formulom . On je prisutan u biljnim voskovima i u vosku pčela. Triakontanol je faktor rasta mnogih biljaka, a posebno ruža.